# مرگ و تشییع ژوزف استالین
ژوزف استالین، دومین رهبر اتحاد جماهیر شوروی، در ۵ مارس ۱۹۵۳، پس از سکته مغزی، در سن ۷۴ سالگی، در ویلا کونتسوو خود درگذشت. او در ۹ مارس، در مسکو، تشییع و چهار روز، عزای عمومی اعلام شد. در روز تشییع جنازه، صدها یا هزاران شهروند شوروی که برای ادای احترام، به پایتخت سفر کرده بودند، در له‌شدن در اثر ازدحام جمعیت جان باختند.
جسد استالین، تا سال ۱۹۶۱، مومیایی و در آرامگاه لنین، دفن و سپس به آرامگاه دیوار کرملین منتقل شد. اعضای حلقه درونی استالین که مسئول سازماندهی مراسم تشییع جنازه او بودند، شامل نیکیتا خروشچف، رئیس وقت شاخه مسکو حزب کمونیست؛ لاورنتی بریا، رئیس کمیساریای خلق در امور داخلی؛ گئورگی مالنکوف، رئیس هیئت رئیسه و ویاچسلاو مولوتف، وزیر سابق امور خارجه اتحاد جماهیر شوروی بودند.

## مقامات خارجی حاضر در مراسم
به گفته اوگنیوک، تشییع‌کنندگان، شامل شخصیت‌های خارجی زیر بودند:
- بولسواف بیروت – نخست‌وزیر لهستان، دبیرکل حزب کارگران متحد لهستان
- والکو چرونکوف – نخست‌وزیر بلغارستان، دبیرکل حزب کمونیست بلغارستان
- ژاک دوکلو – دبیرکل موقت حزب کمونیست فرانسه
- گئورگه گئورگیو-دژ – رئیس شورای دولتی رومانی و نخست‌وزیر رومانی، دبیر نخست حزب کارگران رومانیایی
- کلمنت گوتوالد – رئیس‌جمهور چکسلواکی، رئیس حزب کمونیست چکسلواکی
- اتو گروتول – رئیس هیئت وزیران آلمان شرقی
- دولوریس ایباروری – دبیرکل حزب کمونیست اسپانیا
- اورهو ککونن – نخست‌وزیر فنلاند[۴]
- اسپیرو کولکا – معاون نخست‌وزیر جمهوری سوسیالیستی خلق آلبانی
- یوهان کوپنیگ – رئیس حزب کمونیست اتریش
- پیترو ننی – دبیر حزب سوسیالیست ایتالیا
- هری پولیت – دبیرکل حزب کمونیست بریتانیای کبیر
- ماتیاش راکوشی – دبیرکل حزب کارگران مجار
- ماکس ریمان – رئیس حزب کمونیست آلمان غربی
- کنستانتین روکوسوفسکی – وزیر دفاع لهستان
- پالمیرو تولیاتی – دبیرکل حزب کمونیست ایتالیا
- یومجاگین تسدنبال – نخست‌وزیر مغولستان
- والتر اولبریخت – دبیر نخست حزب اتحاد سوسیالیستی آلمان، نائب‌رئیس هیئت وزیران آلمان شرقی
- جئو ئن لای – نخست‌وزیر چین

رهبر چکسلواکی، کلمنت گوتوالد، اندکی پس از شرکت در مراسم تشییع جنازه استالین، در ۱۴ مارس ۱۹۵۳، پس از پارگی یکی از رگ‌هایش، درگذشت.